# حي غرب (أسيوط)
حي غرب، هو إحدى التقسيمات الداخلية لمدينة أسيوط في محافظة أسيوط، جمهورية مصر العربية.